# Daniel Fontana
Pour les articles homonymes, voir Fontana.
Daniel Monzoro Fontana, né le 31 décembre 1975 à General Roca en Argentine, est un triathlète italo-argentin, champion panaméricain pour l'Argentine en 2001 et double champion d'Italie (2004 et 2007).

## Biographie
Daniel Fontana nait en Argentine et commence le sport par la natation. Il débute dans le triathlon en 1994 et participe aux Jeux panaméricains de 1999 et 2003 où il représente son pays natal. Il est sélectionné dans l’équipe nationale et participe aux Jeux olympiques d'été de 2004 à Athènes où il prend la 28e place, en 1 h 57 min 14 s. Il déménage et s'installe en Italie en 2006 et demande la nationalité italienne afin de concourir dans la catégorie élite de ce pays.
Au sommet de sa carrière, Daniel Fontana inscrit à son palmarès sept titres en triathlon, quatre en représentation de l’Argentine et trois pour l’Italie. Il est de nouveau qualifié pour les Jeux olympiques d'été de 2008 à Beijing (Pékin) et y participe pour y représenter l’équipe italienne de triathlon. Il finit à la 33e place avec un temps de 1 h 52 min 39 s. Après cette deuxième participation, il choisit de s'engager sur des triathlons longues distances et participe aux championnats du monde d'Ironman 70.3 à Clearwater aux États-Unis. Il termine en deuxième position derrière l'Allemand Michael Raelert. En 2014, il remporte son premier Ironman à Los Cabos au Mexique et devient de la sorte le premier Italien à gagner une course du circuit international Ironman.

## Palmarès
Le tableau présente les résultats les plus significatifs (podium) obtenus sur le circuit national et international de triathlon depuis 2001,,.
| Année | Compétition                                | Pays           | Position           | Temps           | Nationalité sportive |
| ----- | ------------------------------------------ | -------------- | ------------------ | --------------- | -------------------- |
| 2018  | Ironman Taiwan                             | Taipei chinois | Médaille d'or      | 8 h 26 min 15 s |                      |
| 2016  | Ironman Taiwan                             | Taipei chinois | Médaille d'or      | 8 h 40 min 45 s |                      |
| 2014  | Ironman Los Cabos                          | Mexique        | Médaille d'or      | 8 h 26 min 15 s |                      |
| 2013  | Ironman Lake Placid                        | États-Unis     | Médaille d'argent  | 8 h 48 min 29 s |                      |
| 2012  | Ironman Autriche                           | Autriche       | Médaille d'argent  | 8 h 20 min 37 s |                      |
| 2012  | Ironman 70.3 Italie                        | Italie         | Médaille d'or      | 4 h 13 min 25 s |                      |
| 2012  | TriStar 111 Cannes                         | Italie         | Médaille d'argent  | 3 h 31 min 35 s |                      |
| 2012  | Ironman 70.3 Zell am See-Kaprun            | Autriche       | Médaille d'or      | 3 h 48 min 1 s  |                      |
| 2012  | Ironman 70.3 Cozumel                       | Mexique        | Médaille d'argent  | 3 h 56 min 20 s |                      |
| 2012  | Ironman 70.3 Salzburg                      | Autriche       | Médaille d'argent  | 3 h 48 min 1 s  |                      |
| 2011  | Ironman 70.3 Chili                         | Chili          | Médaille d'or      | 3 h 52 min 59 s |                      |
| 2011  | Ironman 70.3 Italie                        | Italie         | Médaille d'or      | 4 h 1 min 26 s  |                      |
| 2011  | Ironman 70.3 Cancún                        | Mexique        | Médaille d'argent  | 4 h 2 min 5 s   |                      |
| 2010  | Ironman Afrique du Sud                     | Afrique du Sud | Médaille d'argent  | 8 h 33 min 48 s |                      |
| 2009  | Championnat du monde Ironman 70.3          | États-Unis     | Médaille d'argent  | 3 h 36 min 44 s |                      |
| 2007  | Championnat d'Italie                       | Italie         | Médaille d'or      | Timing          |                      |
| 2004  | Championnat d'Italie                       | Italie         | Médaille d'or      | Timing          |                      |
| 2004  | Coupe d'Europe - l'étape de Tarzo          | Italie         | Médaille de bronze | 1 h 53 min 55 s |                      |
| 2004  | Coupe panaméricaine - l'étape de La Paz    | Argentine      | Médaille d'or      | 1 h 50 min 45 s |                      |
| 2003  | Coupe panaméricaine - l'étape de Brasilia  | Brésil         | Médaille d'argent  | 1 h 48 min 7 s  |                      |
| 2003  | Coupe panaméricaine - l'étape de Amatique  | Guatemala      | Médaille d'or      | 2 h 1 min 14 s  |                      |
| 2003  | Coupe panaméricaine - l'étape de La Paz    | Argentine      | Médaille d'or      | 1 h 52 min 32 s |                      |
| 2002  | Coupe panaméricaine - l'étape de La Paz    | Argentine      | Médaille d'or      | 1 h 53 min 22 s |                      |
| 2001  | Championnats panaméricains                 | États-Unis     | Médaille d'or      | 1 h 51 min 52 s |                      |
| 2001  | Coupe panaméricaine - l'étape de Sao Paulo | Brésil         | Médaille d'or      | 1 h 53 min 40 s |                      |